# Калугерово (Софийска област)
Вижте пояснителната страница за други значения на Калугерово.
Калугерово е село в Западна България. То се намира в Община Правец, Софийска област.

## География
Село Калугерово се намира в планински район. Точно до селото преминава река Малък Искър. Най-близките съседни села са: с. Правешка лъкавица, с. Своде (надолу по реката), с. Видраре (нагоре по реката) и с. Манаселска река.
Съставено е от централна част и няколко махали, сред които: Габрика, Чекотин, Димитровци, Джиджелковец, Златовци, Мека поляна, Кардашица, Трънето, Стайковци, Рударец, Kостадиновец, Връбчовци, Бундаците. В близост до селото е разположен Чекотинският манастир (махала Чекотин).

## История
Предполага се, че селото е основано от бежанци от с. Рибарица, Тетевенско по времето на кърджалийските набези през XVIII век.
След Освобождението с. Калугерово е част от Орханийска околия, като през 1920-те и 1930-те години е център на община в състава на същата околия, включваща селата Калугерово, Правешка Лакавица и Своде.

## Забележителности
В махала Чекотин е разположен Чекотинският манастир „Св. Архангел Михаил“. Манастирът е мъжки. Основната църква на манастира е от XIV век. Манастирът е обновен и хотелската му част функционира. Интерес предстаставлява иконостасът на църквата. Той е от края на XVIII – началото на XIX век и е дело на неизвестен местен майстор.
В близост до Чекотинския манастир се намира крепостта Боженишки урвич, където е открит и т.нар. „Севаст-огнянов надпис“. Надписът представлява ценен паметник от последните години на Второто българско царство и борбата на българския народ срещу османското нашествие.

## Редовни събития
През почивните дни селото е пълно с млади хора от градовете София, Ботевград и др. Неотдавна е сформиран велоклуб; предприемат се велопоходи до град Правец, Ботевград, Роман и покрай р. Малък Искър – природата е невероятна.
През селото преминават няколко колоездачни маршрута:
- Ботевград – Правешка Лъкавица – Осиковица – (Джурово) – Видраре – Калугерово – Правешка Лъкавица – Ботевград. Преминава се през пролома на Малък Искър, който е много красив, особено когато цъфтят люляците и акациите.
- Ботевград – Правешка Лъкавица – Калугерово – Чекотински манастир.
- Ботевград – Правешка Лъкавица – Калугерово – Своде – Боженица – Новачене – Ботевград. Най-сериозната част е пролома на река Бебреш между Своде и Боженица, където пътят е горски, а известна част е пътека. През пролетта реката е величествена с пълноводието си.
- Етрополе – Джурово – Калугерово – Правешка Лъкавица – Ботевград.

## Други
В селото има няколко кръчми, смесен магазин на местната потребителна кооперация и два частни магазина. То разполага също така и с функционираща здравна служба, разположена в сградата на кметството. Няма общопрактикуващ лекар и хората са принудени да ходят в Ботевград или Правец.
В същата сграда се намира и селското читалище „Отец Паисии“, което разполага с библиотека и салон за събрания. Има самодейна фолклорна група, която участва в много фестивали. През летните месеци уредничката на читалището събира всички деца и ги ангажира всеки ден от 10 – 12 часа, като им предлага занимания по интереси – подвижни игри, дидактически занимания, гледане на филми и подготовка на представление. Представлението се изнася на площада пред всички родители и приятели. После за децата се организира почерпка и всички разказват за събитието цяла година.

## Кухня
Типично местно ястие е „боб с джанки“, което навремето се е готвело с вода направо от река Малък Искър. Местен специалитет е също „агне, печено в трап“.
От домашно произвежданите ракии в с. Калугерово си заслужава да се опита сливовата и ябълковата.
Богата на диворастящи гъби и дивеч гора.
В с. Калугерово има паметник на признателност към освободителите. Казват му „руският паметник“. Недалеч от него са наредени живописни вирове по реката, които през лятото са голяма атракция. В махала Чекотин са запазени стари уникални къщи.
Природата, тишината и малкото останали на преклонна възраст хора са уникални. Над р. Малък Искър е запазен стар римски мост, по който се минава за Чекотинския манастир.